# Lindia caerulea
Lindia caerulea is een raderdiertjessoort uit de familie Lindiidae. De wetenschappelijke naam van deze soort is voor het eerst geldig gepubliceerd in 1933 door Myers.